# La Ferté-Hauterive
La Ferté-Hauterive település Franciaországban, Allier megyében. Lakosainak száma 260 fő (2022. január 1.). La Ferté-Hauterive Bessay-sur-Allier, Châtel-de-Neuvre, Contigny, Monétay-sur-Allier, Saint-Gérand-de-Vaux, Saint-Loup és Chemilly községekkel határos.

## Népesség
A település népességének változása:
| Lakosok száma | 415  | 355  | 273  | 270  | 292  | 295  | 296  | 279  | 271  | 260  |
|               | 1968 | 1982 | 1990 | 2006 | 2013 | 2015 | 2017 | 2019 | 2020 | 2022 |